# Máy bay cường kích

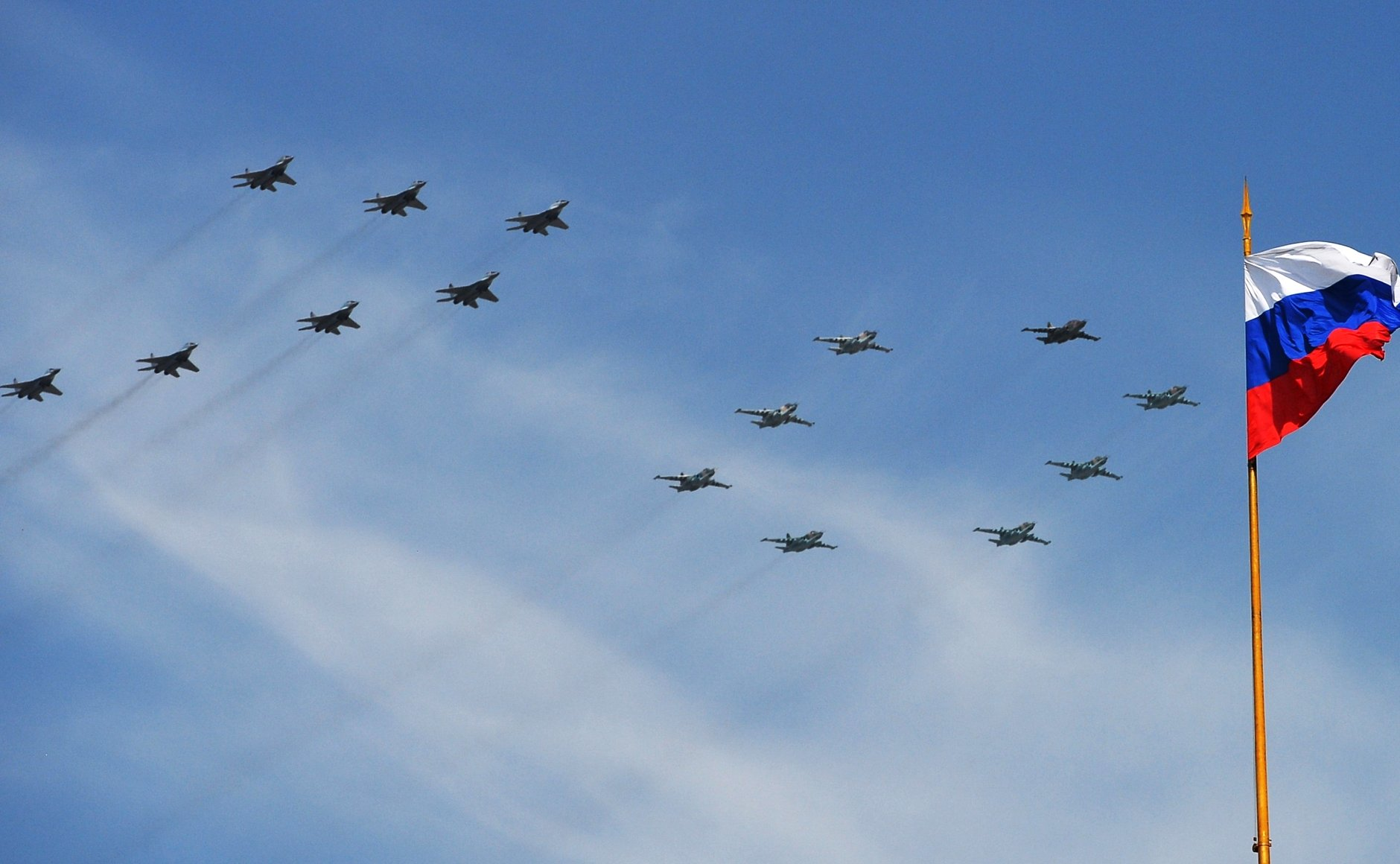
Su-25 và MiG-29 trong đội hình duyệt binh 9-5-2015

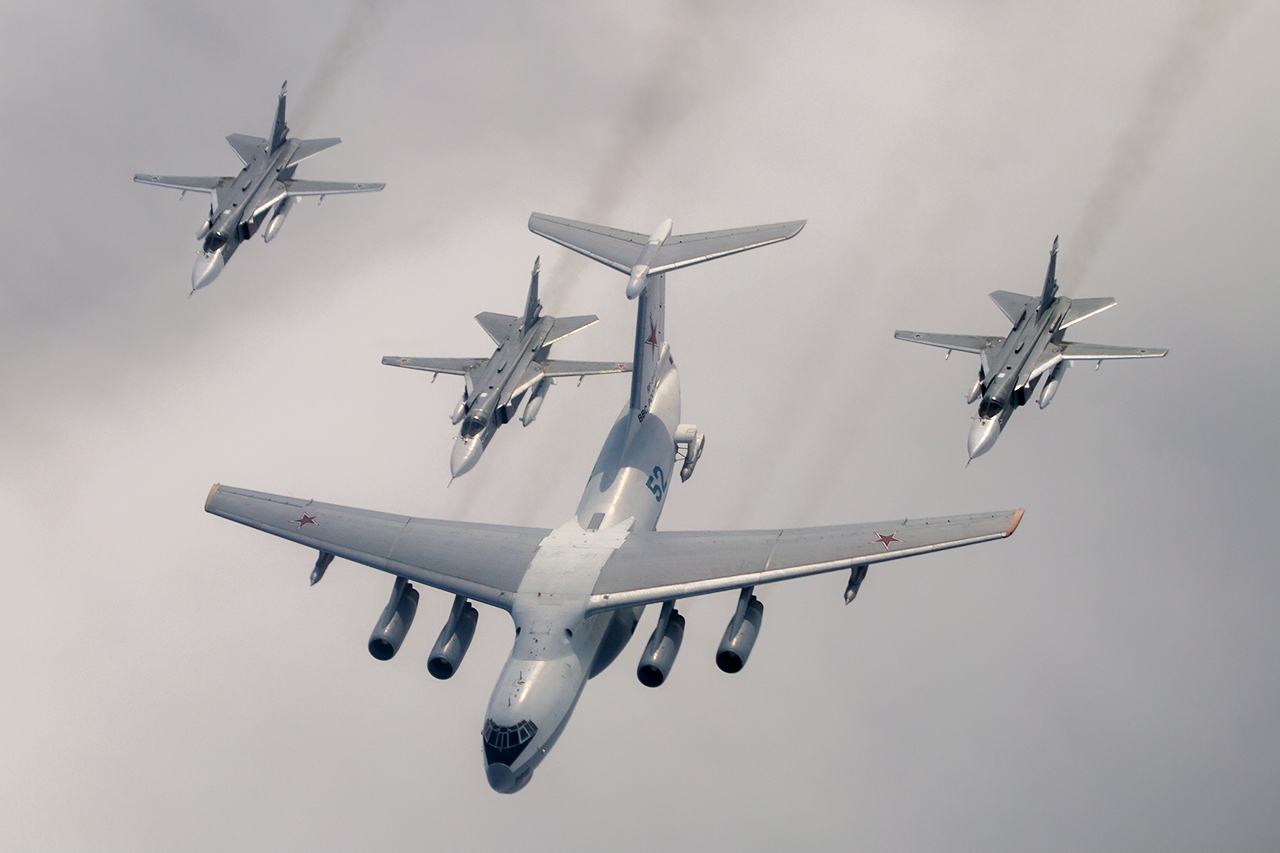
Máy bay cường kích Su-24 và máy bay tiếp dầu Il-78 trong đội hình, 4-2015

Máy bay cường kích (hay còn gọi là Máy bay tấn công mặt đất - tiếng Anh: Ground-attack aircraft) là máy bay quân sự được thiết kế để tấn công các mục tiêu trên mặt đất và thường được triển khai hoạt động như một phương tiện hỗ trợ từ trên không, và yểm trợ trong cự ly gần cho các đơn vị mặt đất trong lực lượng của mình. Hỗ trợ cự ly gần cho các đơn vị bạn đòi hỏi máy bay cường kích phải tấn công chính xác mục tiêu trên mặt đất, trong khi điều này không thể thực hiện được với đặc thù của máy bay ném bom. Do đặc thù nhiệm vụ phải thực hiện nên máy bay cường kích được trang bị mạnh hơn các loại máy bay quân sự khác về vũ khí, nhiên liệu...
Vì máy bay cường kích được triển khai với nhiệm vụ đặc thù là hỗ trợ từ trên không cho các đơn vị mặt đất, vai trò của chúng được sử dụng trong chiến thuật nhiều hơn là chiến lược, chúng thường hoạt động tại tuyến đầu của trận đánh hơn là tiêu diệt các mục tiêu ở sâu bên trong hậu phương của quân địch. Như vậy, chúng thường được gắn liền với mệnh lệnh trực tiếp và cấu trúc quản lý của các đơn vị quân đội trái ngược với lực lượng không quân độc lập. Một số tên gọi khác được sử dụng để chỉ máy bay cường kích như: khu trục cơ, máy bay cường kích-ném bom, máy bay tiêm cường kích chiến thuật, máy bay chống tăng, máy bay ném bom chiến thuật, máy bay oanh tạc, máy bay tấn công...

## Định nghĩa
Như đa số những sự phân loại máy bay chiến đấu khác, định nghĩa của máy bay cường kích cũng có phần mơ hồ không rõ ràng. Một điểm khác nhau giữa máy bay cường kích (hay máy bay tấn công mặt đất) và các thiết kế khác như máy bay tiêm kích là chúng có tốc độ bay chậm hơn, thường bay ở cao độ thấp, thời gian bay bao vùng lâu hơn để hỗ trợ quân bạn trong cận chiến. Chúng sẽ thu hút hỏa lực từ mặt đất, từ các vũ khí cầm tay nhiều hơn và vì thế máy bay thường được trang bị lớp giáp dày đặc biệt để bảo vệ tính mạng phi công. Nói chung một máy bay cường kích có kích thước nhỏ hơn so với những máy bay tiêm kích hay máy bay tiêm kích đánh chặn.
Tại Hoa Kỳ, máy bay cường kích được nhận biết bằng tiền tố A như "A-6". Trong khi ở Anh tên gọi chỉ định là FB (fighter-bomber) cho máy bay tiêm kích ném bom và mới đây là "G" cho từ "Ground - Mặt đất" như "Harrier GR1".
Tên ký hiệu của NATO cho sự phân loại máy bay cường kích của Liên Xô/Nga được như "máy bay chiến đấu" thay cho "máy bay ném bom", vì những máy bay cường kích thường chỉ là những phiên bản của máy bay tiêm kích, nhưng luôn luôn giống nhau về kích thước, phạm vi hoạt động và vũ khí.

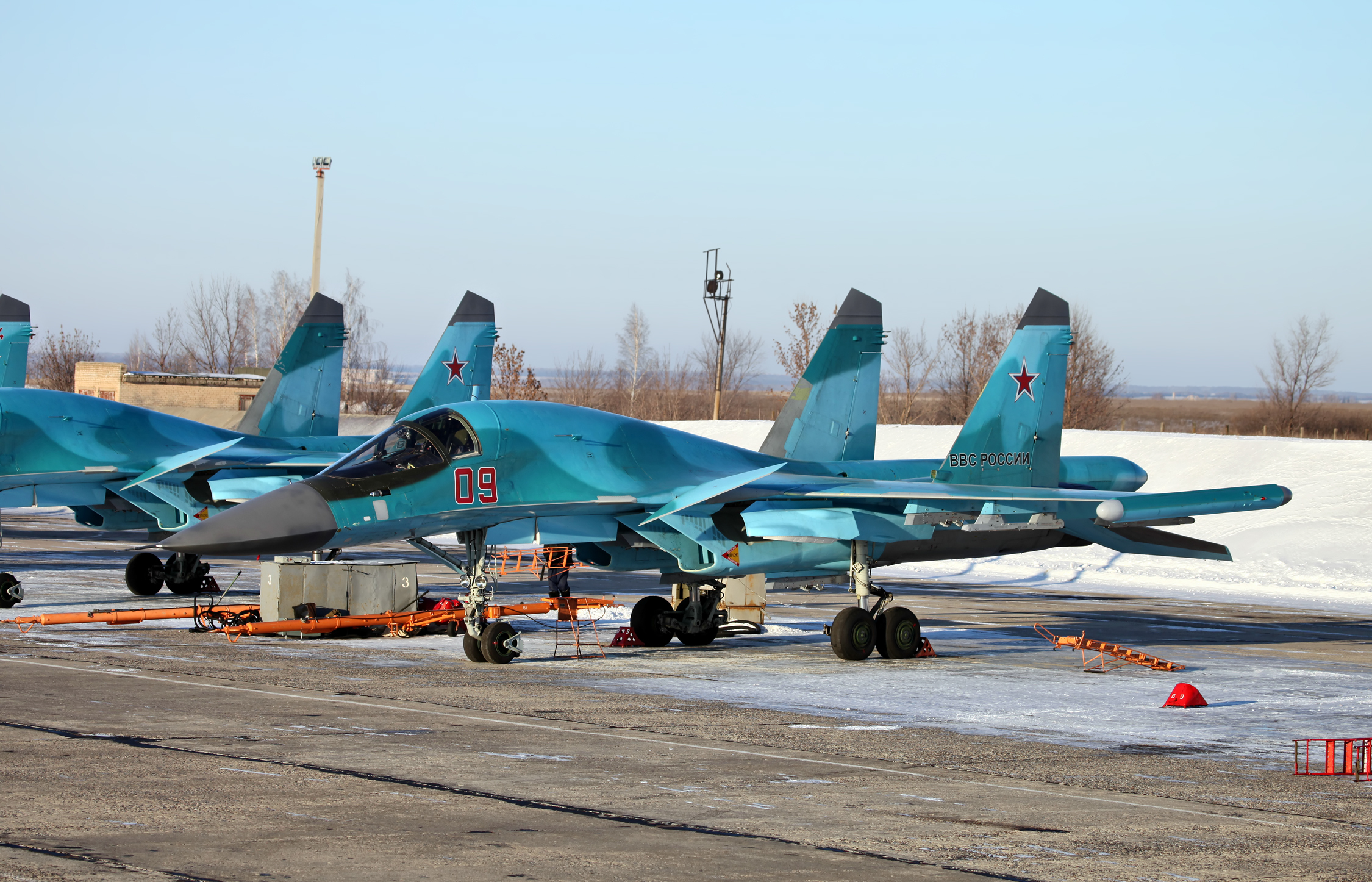
Máy bay Su-34 của Nga

## Lịch sử

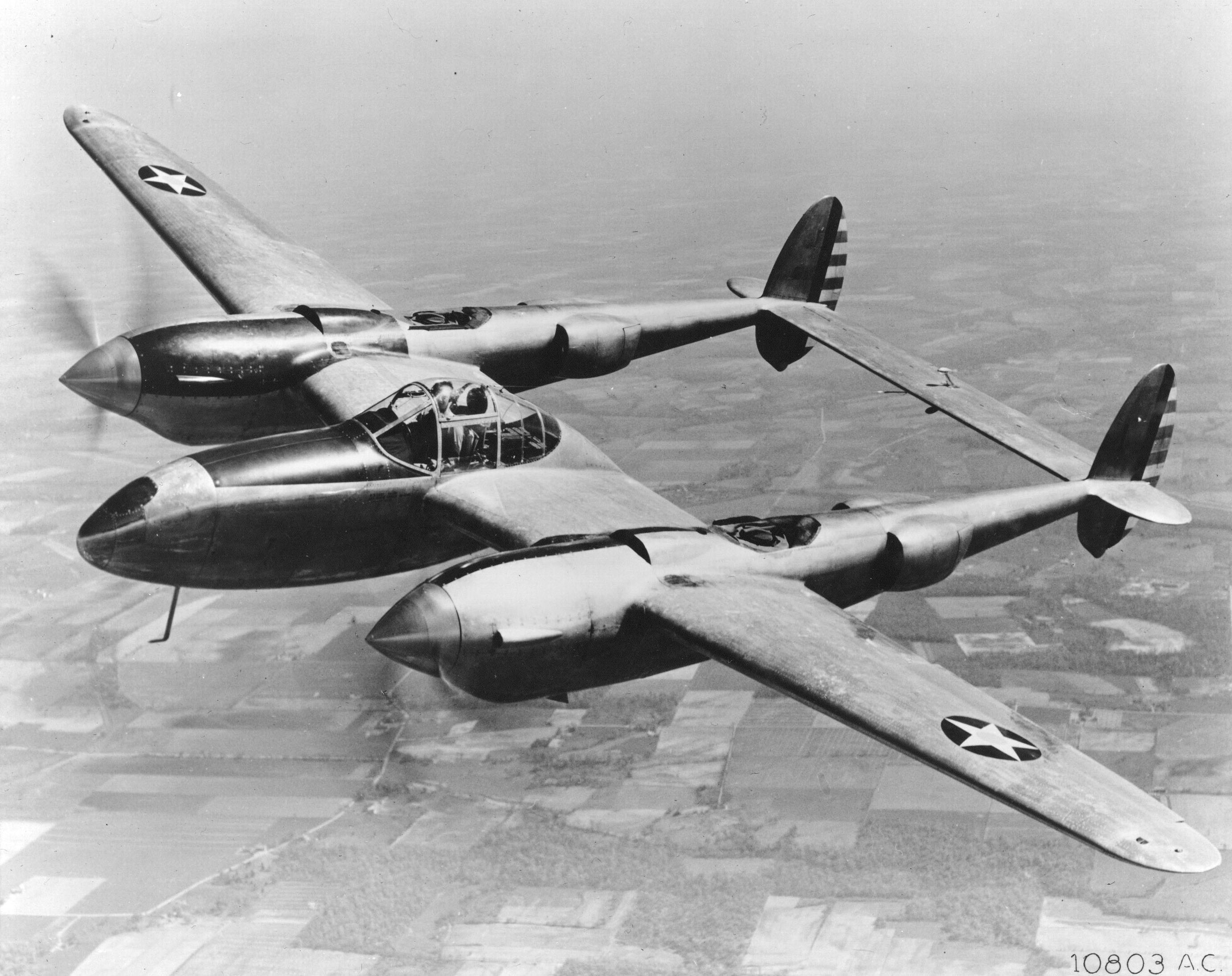
P-38 Lightning

Trong Chiến tranh thế giới I, máy bay được thiết kế chuyên dụng với tên gọi "tiêm kích đào rãnh" như Sopwith Camel TF.1 và Boeing GA-1 đã được thử nghiệm nhưng không được quan tâm.
Sự phát triển của máy bay cường kích được bắt đầu vào giữa Thế chiến I, phần lớn là những máy bay tiêm kích hoặc máy bay ném bom hạng nhẹ được sửa chữa lại để thực hiện nhiệm vụ. Sau khi Chiến tranh thế giới I kết thúc, Hoa Kỳ nắm lấy vai trò quyền lực bá chủ toàn cầu và thủy quân lục chiến Hoa Kỳ đã trở thành lực lượng được ưu tiên cho các hoạt động can thiệp quân sự tại mọi địa điểm và không lực của thủy quân lục chiến cũng được huy động theo. Tại một số địa điểm như Haiti, Cộng hoà Dominicana và Nicaragua, các phi công của không lực thủy quân lục chiến đã được bắt đầu thử nghiệm chiến thuật tấn công mặt đất để hỗ trợ cho các đơn vị mặt đất thực hiện nhiệm vụ chính. Chính ở Haiti mà không lực thủy quân lục chiến đã bắt đầu phát triển chiến thuật ném bom bổ nhào và ở Nicaraugua họ đã hoàn thiện chiến thuật này. Trong khi những quốc gia khác và các quân chủng khác đang thử những kỹ thuật biến đổi này, thì phi công thủy quân lục chiến đã trở thành lực lượng đầu tiên thực hành nó và làm nó trở thành một phần học thuyết chiến thuật của họ.
Khi Chiến tranh thế giới II bắt đầu, động cơ khỏe khan hiếm và máy bay phải thích hợp với những vai trò riêng lẻ. Máy bay cường kích trong thời kỳ này nói chung được tạo ra cho vai trò không quan trọng và vì vậy nó được phát triển rất ít. Có lẽ máy bay vào đầu cuộc chiến được thực hiện đúng chức năng của mình là Henschel Hs 123, một máy bay hai tầng cánh. Những người Đức đã thực hiện trên một sự thay thế thích hợp và cuối cùng đã tạo ra Henschel Hs 129, loại máy bay này có buồng lái được bọc thép và cửa sổ bằng kính chịu lực được đánh giá cao. Chỉ có một số loại máy bay Hs 129 nhỏ được chế tạo, tuy nhiên, người Đức lại sử dụng rộng rãi những máy bay ném bom bổ nhào Junkers Ju 87 Stuka trong vai trò cường kích. Một ví dụ nổi tiếng hơn là Ilyushin Il-2 Shturmovik, một loại máy bay ném bom hạng nhẹ đã được thay đổi để thực hiện vai trò cường kích với những phiên bản nâng cấp khác nhau. Stalin tin rằng những chiếc Il-2 sẽ giành thắng lợi trong cuộc chiến.

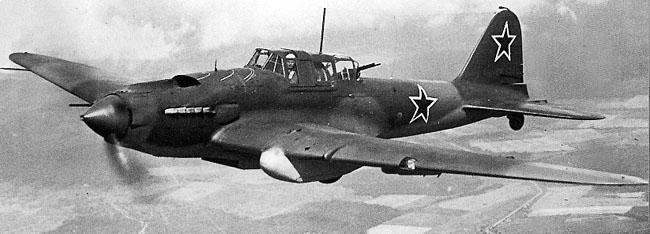
Il-2

Khi sức mạnh động cơ đã được cải thiện, những thay đổi rẽ ngoặt mạnh mẽ đã diễn ra trong tiến trình của cuộc chiến, những máy bay tiêm kích ban ngày trung bình đã đủ khả năng để thực hiện vai trò cường kích, và một vài thiết kế thành công nhất là những thiết kế hiện hành được sửa đổi nhỏ. Một trong số những thiết kế thành công là loại Hawker Typhoon của Không quân Hoàng gia Anh. Người Đức đã chế tạo một loạt phiên bản F và G phỏng theo loại máy bay Focke-Wulf Fw 190 hoạt động với cùng mục đích. Cùng lúc đó Không lực Bộ binh Hoa Kỳ cũng đổi chỗ những máy bay tiêm kích tiền tuyến cũ thành máy bay cường kích trong chiến tranh, đáng chú ý là P-38 Lightning và P-47 Thunderbolt, trong khi máy bay mới thực hiện vai trò ưu thế trên không.
Khi những khẩu súng máy và pháo đã đủ khả năng chống lại bộ binh và các loại xe cơ giới hạng nhẹ, và một hoặc hai quả bom nhỏ có thể dễ dàng được các máy bay tiêm kích mang theo, thì những vũ khí để chống lại xe tăng hạng năng như súng 40 mm Vickers S hay rocket (như rocket 60 lb RP-3) đang có nhu cầu cấp thiết. Những trang bị trên Hawker Hurricane đã có hiệu quả tốt trong Chiến dịch Bắc Phi, sau đó nó được sử dụng bởi rất nhiều máy bay của RAF trong số đó có Typhoon. Cả Hoa Kỳ và Liên Xô đều sử dụng rất nhiều các loại rocket khác nhau trên máy bay cường kích. Người Đức cũng đã sử dụng rocket, cũng như những quả bom chùm đầu tiên.

## Sau chiến tranh thế giới II

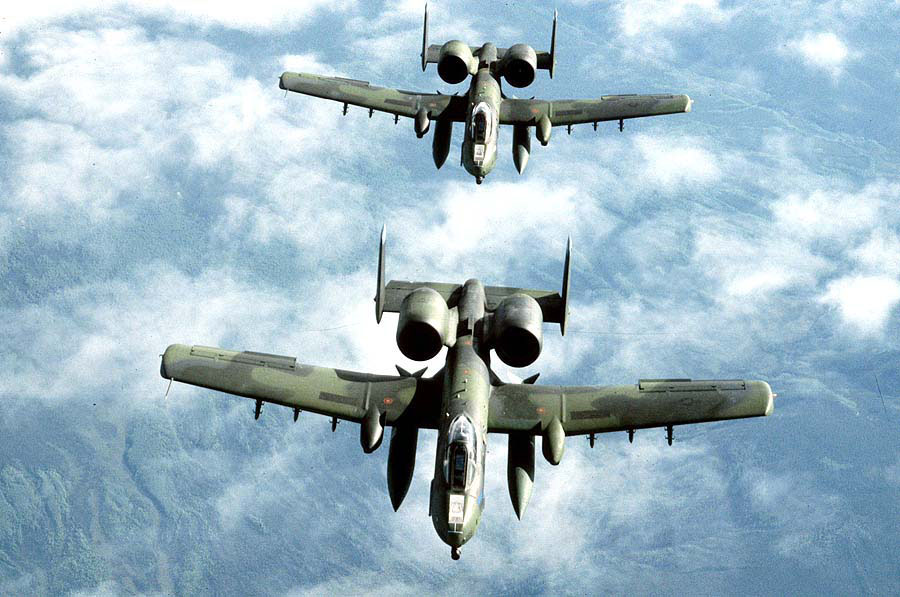
A-10 Thunderbolt II

Trong thời kỳ hậu chiến tranh thế giới II, động cơ piston vẫn được tiếp tục sử dụng cho máy bay cường kích - máy bay tiêm kích Hawker Sea Fury của Hải quân Hoàng gia Anh, Vought F4U Corsair và Douglas A-1 Skyraider của Hoa Kỳ đã tham chiến trong Chiến tranh Triều Tiên, và sau đó chúng vẫn được sử dụng trong Chiến tranh Việt Nam. Sau một thời gian dài phát triển chậm chạp với động cơ piston, những chiếc máy bay mới được trang bị những động cơ phản lực mạnh mẽ.
Trong hầu hết các lực lượng không quân sau chiến tranh thế giới II đều miễn cưỡng tăng cường phát triển máy bay chiến đấu đặc biệt cho vai trò máy bay cường kích. Dù việc hỗ trợ từ trên không và ngăn chặn tiếp tế của đối phương là điều quan trọng trong chiến trường hiện đại, nhưng máy bay tấn công lại ít hấp dẫn hơn máy bay tiêm kích, và cả phi công lẫn những nhà chiến lược quân sự đều có một cái nhìn khinh thường với những nhà thiết kế. Thực tế hơn, chi phí bổ sung của một máy bay cường kích chuyên dụng thường lớn hơn so với máy bay đa chức năng.
Vào cuối thập niên 1960, Không quân Hoa Kỳ đã đặt hàng một máy bay hỗ trợ chuyên dụng, sau này mẫu thiết kế đã trở thành Republic A-10 Thunderbolt II. Nó dần dần trở thành một vũ khí chống các loại xe bọc giáp chủ yếu với khả năng hạn chế trong ngăn chặn tiếp tế và vai trò ném bom chiến thuật, nhưng bù lại nó lại nổi trội trong vai trò chống tăng nhưng học thuyết của Hoa Kỳ hiện nay là ngày càng nhấn mạnh sử dụng trực thăng quân sự để hỗ trợ mặt đất và chống tăng. Liên Xô cũng có những mẫu thiết kế tương tự, điển hình như Sukhoi Su-25 (Frogfoot)
Những thí dụ về máy bay cường kích hiện đại như A-10 Thunderbolt II, Sukhoi Su-7, Sukhoi Su-17, Sukhoi Su-24, Sukhoi Su-25 (Frogfoot), Sukhoi Su-34, Nanchang Q-5. Máy bay cường kích mặt khác đã được chuyển đổi thành máy bay huấn luyện như BAC Strikemaster, BAE Systems Hawk, và Cessna A-37 Dragonfly.

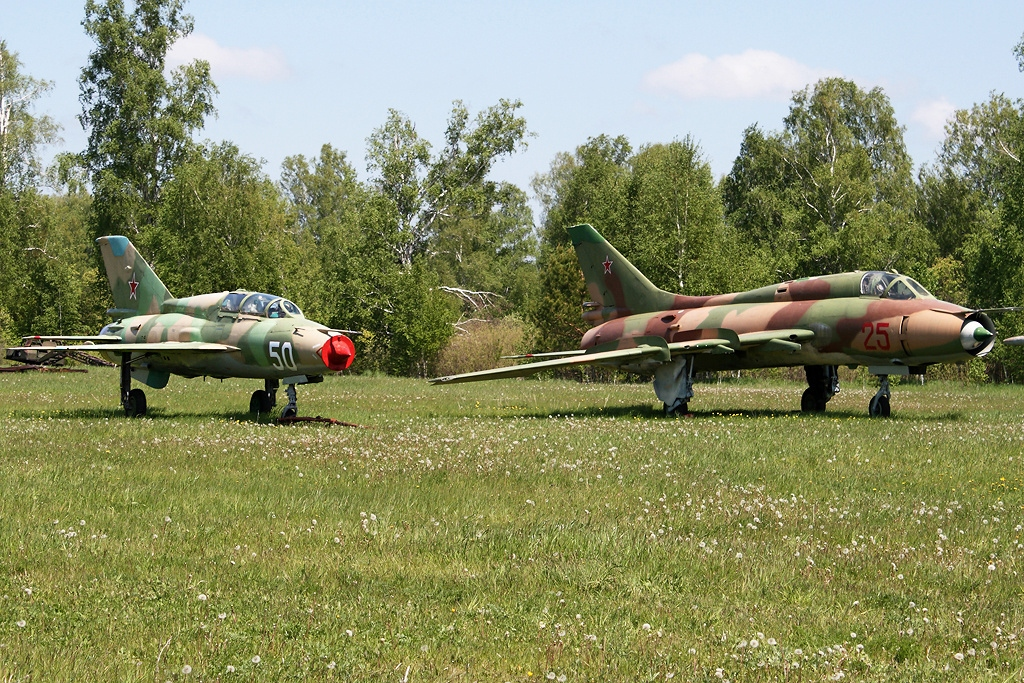
Tiêm kích-bom Su-17

## Thời gian gần đây
Kinh nghiệm của Hoa Kỳ trong Chiến tranh vùng Vịnh, Afghanistan, Chiến tranh Iraq, cũng như kinh nghiệm trong can thiệp quân sự ở Kosovo, đã dẫn tới những mối quan tâm mới đối với máy bay cường kích cánh cố định.

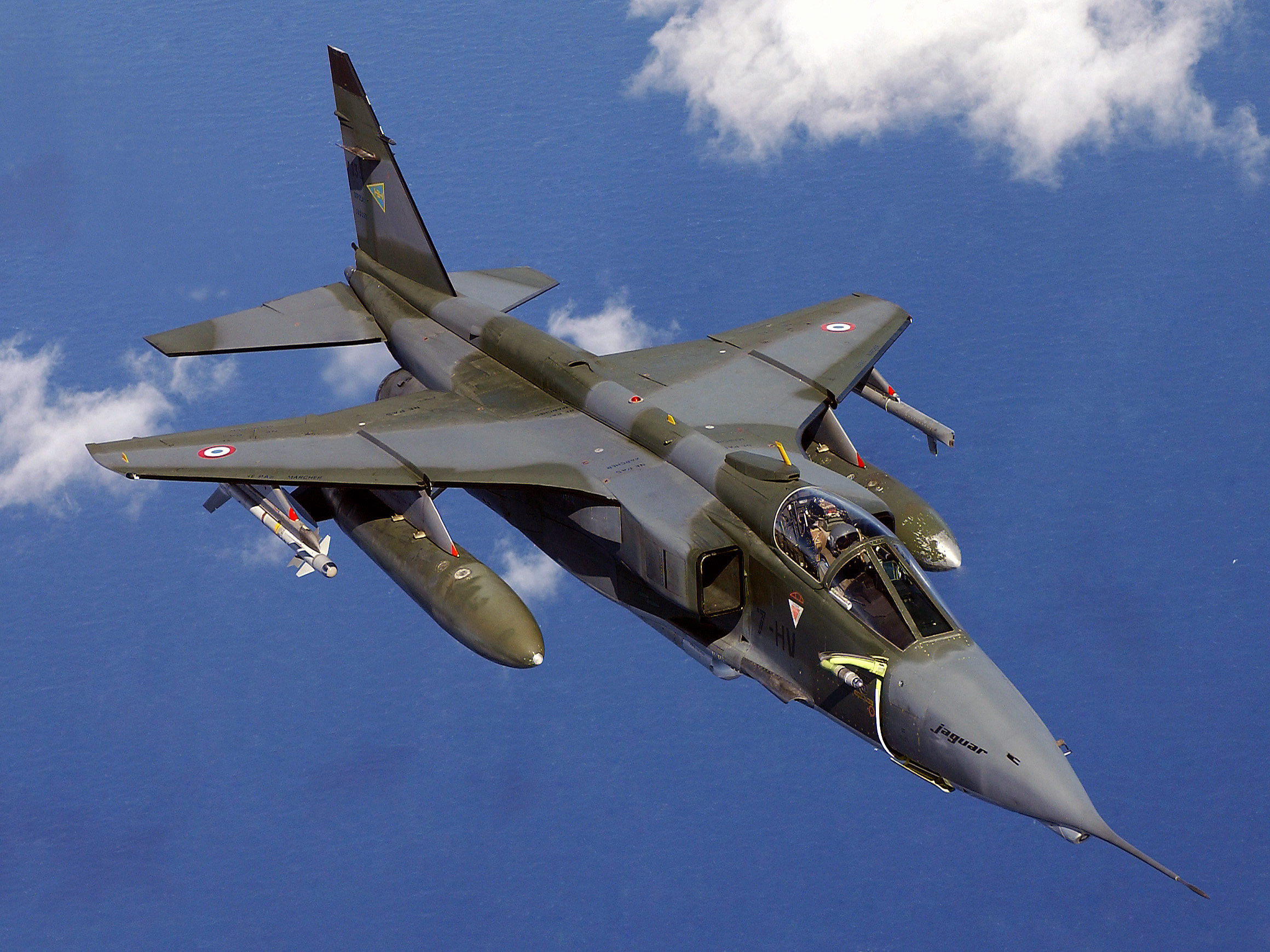
SEPECAT Jaguar

Dưới thỏa thuận Key West, về sự phân phối máy bay giữa Lục quân và Không quân Hoa Kỳ, máy bay cường kích cánh cố định sẽ được chuyển cho không quân, trong khi trực thăng tấn công sẽ được lục quân. Lục quân muốn có những tài nguyên của riêng mình để hỗ trợ các đơn vị của họ trong chiến đấu và đối mặt với sự thiếu nhiệt tình của không quân trong vai trò tấn công mặt đất, việc phát triển trực thăng tấn công AH-64 Apache với vai trò tấn công mặt đất như tiêu diệt xe tăng của quân địch và hỗ trợ các đơn vị trong chiến đấu.
Apache là giải pháp chính cho vai trò chống tăng trong quân đội Mỹ giống như A-10, nhưng nó bị kết luận là hiệu suất hoạt động thấp, trong khi A-10 thực hiện tốt vai trò chống tăng của mình trong Chiến tranh vùng Vịnh và ở Iraq. Thực vậy, trong Cuộc xâm chiến Iraq năm 2003, một đơn vị AH-64 đã tấn công ác liệt đơn vị Hammurabi Vệ binh cộng hòa Iraq và góp phần tiêu diệt đơn vị này.
Theo thời báo quân sự, Lưu trữ ngày 5 tháng 5 năm 2006 tại Wayback Machine Lục quân đang chuyển học thuyết từ trực thăng tấn công sang máy bay cường kích, vì trực thăng rất dễ bị tổn thương do hỏa lực của vũ khí bộ binh. Lưu trữ ngày 10 tháng 11 năm 2005 tại Wayback Machine
Không quân Mỹ đã thông báo có kế hoạch thay thế máy bay cường kích chuyên dụng A-10 hiện này trong biên thế bằng loại F-35 Lightning II. Nhưng giới chính trị cho răng loại máy bay tiêm kích mới này không được thiết kế cho vai trò cường kích mà máy bay cường kích đã tỏ ra đặc biệt hữu ích trong chiến tranh Iraq  và Afghanistan,  kế hoạch để thay thế A-10 đã được hủy bỏ bằng một kế hoạch nâng cấp những máy bay hiện có với hệ thống điện tử cải tiến  để nâng tuổi thọ hoạt động của A-10 đến cuối năm 2028. Không quân Hoa Kỳ đã không chỉ định bất cứ thiết kế mới này cho vai trò này (một phần, ra khỏi sự liên quan tới chương trình F-35).
Vương quốc Anh đã thay thế những máy bay cường kích hiện nay của họ bằng F-35 (thay thế những chiếc Harrier), và Eurofighter Typhoon (thay thế cho Jaguars và Tornado GRs).

### Tác giả
- Corum, James S. & Johnson, Wray R. (2003). Airpower in Small Wars - Fighting Insurgents and Terrorists. Lawrence, Kansas: Nhà xuất bản Đại học Kansas. tr. 23. ISBN 0-70061-240-8.{{Chú thích sách}}:  Quản lý CS1: nhiều tên: danh sách tác giả (liên kết)